# 窝头河
窝头河，二级河道，为香河-宝坻境内的一条河流，原名渠水，又称渠河、苍头河，本发源于今北京市通州区窝头村，因而得名,后因截水断流，逐渐东移至河北省香河县渠口镇三岔口村西北，穿宝坻城区而过，下游与鲍丘河合流为箭杆河，最后流入蓟运河，随之入渤海。清世宗雍正四年（1726），整体治理后，更为现名。